# USS Jacob Jones (DD-61)
USS Jacob Jones (Destroyer No. 61) – niszczyciel typu Tucker. Został zbudowany dla United States Navy przed przystąpieniem Stanów Zjednoczonych do I wojny światowej. Okręt był pierwszą jednostką US Navy noszącą nazwę pochodzącą od Jacoba Jonesa.
Stępkę okrętu położono w stoczni New York Shipbuilding w Camden w sierpniu 1914 roku. Zwodowano go w maju następnego roku. Okręt miał ponad 96 m długości, ponad 9,1 m szerokości i miał standardową wyporność 1090 długich ton (1110 t). Był uzbrojony w cztery działa kal. 102 mm i osiem wyrzutni torped kal. 533 mm. Był wyposażony w parę turbin parowych, które umożliwiały rozpędzenie go do prędkości 30 węzłów.
W lutym 1916 roku niszczyciel wszedł do służby i rozpoczął pełnienie patroli w pobliżu wybrzeża Nowej Anglii. Po tym jak Stany Zjednoczone przystąpiły do I wojny światowej w kwietniu 1917 roku, „Jacob Jones” został wysłany do Europy. Patrolując Morze Irlandzkie z Queenstown, uratował rozbitków z kilku statków. Najbardziej znaną akcją ratowniczą było podnoszenie z morza ponad 300 rozbitków z zatopionego krążownika pomocniczego „Orama”.
6 grudnia 1917 roku „Jacob Jones”, płynąc samotnie z Brestu do Queenstown, został storpedowany i zatopiony przez niemiecki okręt podwodny SM U-53. Zginęło 66 oficerów i marynarzy. Był pierwszym amerykańskim niszczycielem, który został zatopiony w wyniku akcji wroga. Niszczyciel zatonął w ciągu ośmiu minut bez nadania sygnału radiowego. Dowódca niemieckiego okrętu podwodnego, Kapitänleutnant Hans Rose, po zabraniu na pokład dwóch ciężko rannych członków załogi niszczyciela, powiadomił drogą radiową bazę w Queenstown o pozycji rozbitków.

## Projekt i budowa
„Jacob Jones” został zatwierdzony do budowy w 1913 roku jako piąta jednostka typu Tucker, które podobnie jak okręty typu O’Brien były ulepszoną wersją niszczycieli typu Cassin, zatwierdzonych do budowy w 1911 roku. Budowa okrętu została przydzielona stoczni New York Shipbuilding z Camden, w której uzyskał numer stoczniowy 150. Stępkę położono 3 sierpnia 1914 roku. Dziesięć miesięcy później, 29 maja 1915 roku okręt został zwodowany, matką chrzestną została pani Jerome Parker Crittendon, praprawnuczka patrona okrętu: komodora Jacoba Jonesa (1768–1850), oficera US Navy.
„Jacob Jones” był wyposażony w dwie turbiny parowe Curtisa, które z kolei napędzały dwie śruby. Okręt był także wyposażony w dodatkową turbinę parową napędzającą jedną ze śrub, wykorzystywaną w czasie rejsu z prędkością ekonomiczną. Maszynownia mogła wygenerować moc 17 000 shp i rozpędzić okręt do prędkości 30 węzłów.
Główna artyleria okrętu składała się z 4 dział kal. 102 mm L/50 Mark 9. Każde działo ważyło ponad 2800 kg. Działa wystrzeliwały 15-kilogramowe pociski przeciwpancerne z prędkością początkową 880 m/s. Przy podniesieniu luf równym 20° pociski miały zasięg 14 560 metrów.
„Jacob Jones” był także wyposażony w osiem wyrzutni torped kal. 533 mm. General Board of the United States Navy nawoływała do umieszczenia dwóch dział przeciwlotniczych na każdej jednostce typu Tucker, a także zapewnienie możliwości postawienia 36 min morskich. Źródła nie podają jednak, czy te rekomendacje zostały wprowadzone w życie na „Jacob Jones” lub innej jednostce tego typu.

## Służba w United States Navy
USS „Jacob Jones” wszedł do służby w United States Navy 10 lutego 1916 roku pod dowództwem Lieutenant Commandera Williama Pye. Po wejściu do służby niszczyciel odbywał ćwiczenia w pobliżu wybrzeża Nowej Anglii, a następnie wszedł do Philadelphia Naval Shipyard w celu remontu. W dniu przystąpienia Stanów Zjednoczonych do I wojny światowej 6 kwietnia 1917 roku okręt patrolował wody w pobliżu Wirginii. Okręt wypłynął z Bostonu do Europy 7 maja, wraz z grupą niszczycieli, w skład której wchodził USS „Cassin” (DD-43) i dotarł do Queenstown 17 maja.
Do obowiązków niszczyciela w Queenstown należało patrolowanie i eskortowanie konwojów płynących po Morzu Irlandzkim oraz okazjonalne ratowanie rozbitków z zatopionych jednostek. 8 lipca 1917 roku SS „Valetta” został storpedowany przez niemiecki okręt podwodny SM U-87 około 120 mil na zachód od Fastnet Rock. „Jacob Jones” dotarł na miejsce zatopienia i podniósł z wody 44 rozbitków z brytyjskiego parowca. W czasie eskortowania brytyjskiego parowca SS „Dafila” dwa tygodnie później wachtowi z niszczyciela zobaczyli peryskop, ale zanim okręt mógł przeprowadzić atak na wroga, SM U-45 storpedował i zatopił parowiec. „Jacob Jones” uratował 26 z 28 członków załogi statku, gdy ten zatonął.
19 października brytyjski krążownik pomocniczy „Orama” i dziesięć niszczycieli, w tym „Jacob Jones”, płynęło w eskorcie konwoju składającego się z dwudziestu parowców, który płynął na wschód. Niemiecki okręt podwodny SM U-62 wynurzył się w środku grupy. Okręt wystrzelił swoją jedyną pozostałą torpedę w kierunku „Oramy”, trafił i zatopił okręt. Podczas gdy siostrzany okręt USS „Conyngham” (DD-58) bezskutecznie zrzucał bomby głębinowe na U-62, „Jacob Jones” skupił się na ratowaniu rozbitków z zatopionego okrętu – uratował 309 członków załogi.

## Zatopienie
Na początku grudnia 1917 roku „Jacob Jones” eskortował konwój zmierzający do Brestu we Francji, wraz z pięcioma innymi niszczycielami bazującymi w Queenstown. Jako ostatni opuszczający Brest, wracając do Irlandii okręt płynął samotnie, zygzakując, gdy został spostrzeżony przez Kapitänleutnanta Hansa Rose – dowódcę niemieckiego okrętu podwodnego SM U-53. O godzinie 16:20 6 grudnia w pobliżu pozycji 49°23′N 6°13′W/49,383333 -6,216667 wachtowi niszczyciela spostrzegli torpedę w odległości 800 jardów zmierzającą w stronę sterburty. Pomimo zmiany kursu mocno na lewo i alarmowego przyśpieszenia okręt nie mógł zejść z drogi pocisku i torpeda trafiła w prawoburtowy zbiornik paliwa na śródokręciu. Pomimo tego, że olej napędowy nie zapalił się, „Jacob Jones” zaczął tonąć. Uderzenie pozbawiło okręt prądu, nie mógł więc wysłać sygnału alarmowego przez radiostację. Ponieważ niszczyciel płynął sam, żadna inna jednostka pływająca nie znała losu okrętu.
Commander David W. Bagley, dowódca niszczyciela, rozkazał spuszczenie wszystkich tratw ratunkowych i szalup. Następnie rozkazał opuścić okręt, wiedząc, że ładunek uzbrojonych bomb głębinowych może wybuchnąć w każdej chwili. Gdy okręt zaczął tonąć, jego dziób uniósł się prawie pionowo, zanim kadłub poszedł pod wodę. W tym momencie bomby głębinowe eksplodowały, zabijając marynarzy, którzy zdążyli uciec z niszczyciela oraz ogłuszając wielu znajdujących się w wodzie. Niszczyciel, pierwsza amerykańska jednostka tej klasy zatopiona w wyniku wrogiej akcji, zatonął w osiem minut po trafieniu torpedą, zabierając ze sobą dwóch oficerów i sześćdziesięciu czterech marynarzy.
W wodzie kilku członków załogi, szczególnie porucznik Stanton F. Kalk (oficer wachtowy w momencie trafienia), rozpoczęli wyciąganie ludzi z wody i umieszczanie ich na tratwach. Kalk pływał w zimnej wodzie, starając się wyrównać ładunek różnych tratw, ale zmarł w wyniku wyczerpania i wychłodzenia.
Bagley zaznaczył w oficjalnym raporcie, że 30 minut po tym, jak niszczyciel zatonął, niemiecki okręt podwodny wynurzył się w odległości 2-3 mil od grupy tratw i wziął jednego z amerykańskich marynarzy na pokład. Według strony Uboat.net U-53 wynurzył się i zabrał na pokład dwóch ciężko rannych amerykańskich marynarzy. Rose zawiadomił także przez radio amerykańską bazę w Queenstown, podając przybliżoną pozycję rozbitków, zanim opuścił ten rejon.
Bagley, nieświadomy humanitarnego gestu Rosego, pozostawił większość żywności wody i medykamentów z Lt. Cmdr. Johnem K. Richardsem, którego pozostawił jako dowódcę na tratwach. Sam wraz z Lt. Cmdr. Normanem Scottem (pierwszym oficerem niszczyciela) oraz czterema członkami załogi udał się łodzią wiosłową po pomoc na pobliskie wyspy Scilly. O 13:00 7 grudnia grupa Bagleya została odnaleziona przez brytyjski okręt patrolowy w odległości 6 mil od celu. Grupa dowiedziała się, że brytyjski slup HMS „Camellia” odnalazł i zabrał na pokład większość rozbitków wcześniej tego samego dnia. Inna, mniejsza grupa, została odnaleziona w noc po zatonięciu przez amerykański parowiec SS „Catalina”.
Kilku członków załogi zostało odznaczonych za działania podjęte po ataku. Kalk (pośmiertnie) oraz Bagley otrzymali Distinguished Service Medal. Inni członkowie załogi także otrzymali odznaczenia, w tym Chief Boatswain’s Mate Harry Gibson (pośmiertnie) oraz Chief Electrician's Mate L.J. Kelly otrzymali Navy Cross. Richards, Scott, i Chief Boatswain’s Mate Charles Charlesworth otrzymali listy pochwalne.